# Achille Luchaire

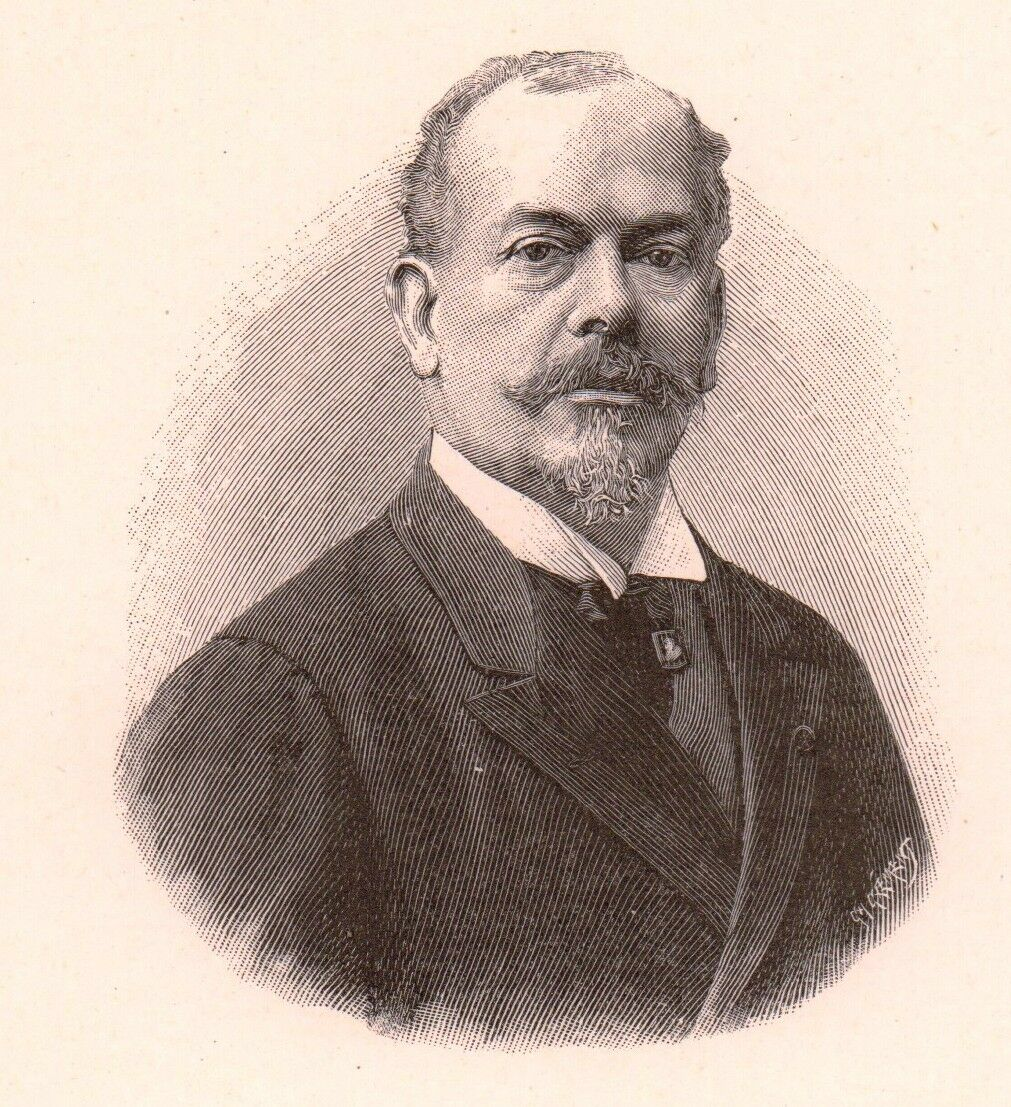
Achille Luchaire

Denis Jean Achille Luchaire (* 24. Oktober 1846 in Paris; † 13. November 1908 ebenda) war ein französischer Mittelalterhistoriker und Philologe.
Luchaire besuchte das Lycée Saint-Étienne in Lyon und das Lycée Henri IV in Paris und studierte ab 1866 an der École normale supérieure de Paris mit der Agrégation in Geschichte 1869. Er wurde 1877 promoviert, war ab 1869 Chargé de cours für Geschichte am Lyceum in Pau und ab 1874 Professor am Lyceum in Bordeaux, wo er auch ab 1877 an der Faculté des lettres (Universität) Professor für Geschichte und Sprache des Midi war (ab 1879 auch für Geographie). Ab 1885 lehrte er an der Sorbonne als Chargé de cours für historische Hilfswissenschaften. Er ergänzte auch ab 1888 Fustel de Coulanges auf dessen Lehrstuhl für Mittelaltergeschichte und wurde 1889 dessen Nachfolger.
1895 wurde er Mitglied der Académie des sciences morales et politiques. 1908 erhielt er deren Prix Jean Reynaud.
Luchaire promovierte über Alain d’Albret. Neben Geschichte des Mittelalters befasste er sich mit Philologie des Baskischen und der Gaskognischen Sprache. Sein Hauptwerk ist eine Geschichte der königlichen Institutionen und des Königtums in Frankreich unter den frühen Kapetingern. Er schrieb auch Beiträge zur Reihe Histoire de la France au Moyen Âge von Ernest Lavisse (so über Philipp II., Ludwig VII., Ludwig VIII.)  und zu der von Berthold Zeller herausgegebenen Reihe L’Histoire de France racontée par les contemporains (über Papst Innozenz III.).
Er war Offizier der Ehrenlegion.
Er war mit einer Tochter des Historikers Jules Zeller verheiratet. Ein Sohn war der Schriftsteller, Romanist und Historiker Julien Luchaire (1876–1962), der wiederum Vater des als Kollaborateurs erschossenen Journalisten Jean Luchaire war (Vater der Schauspielerin Corinne Luchaire).
Eine Straße im 14. Arrondissement von Paris ist nach ihm benannt.

## Schriften
- Alain le Grand, sire d’Albret. L’Administration royale et la Féodalité du Midi (1440–1522), Paris: Hachette 1877, Genf 1974
- De Lingua Aquitanica, Paris: Hachette 1877
- Les Origines linguistiques de l’Aquitaine, Pau 1877
- Études sur les idiomes pyrénéens de la région française, Paris: Maisonneuve 1879, Neuauflage Genf: Slatkine 1973
- Recueil de textes de l’ancien dialecte gascon d’après les documents antérieurs au XIVe siècle, suivi d’un glossaire, Paris: Maisonneuve 1884
- Philippe-Auguste, Paris, Librairie Hachette et Cie, 1881
- Histoire des institutions monarchiques de la France sous les premiers Capétiens (987–1180), 2 Bände, Paris, Imprimerie nationale 1883 (2. Auflage 1891, Neuauflage Brüssel 1964)
- Histoire des institutions monarchiques de la France sous les premiers Capétiens, mémoires et documents. Études sur les actes de Louis VII, Paris: Picard 1885
- Recherches historiques & diplomatiques sur les premières années de la vie de Louis le Gros, 1081–1100, Paris: Picard 1886
- Les Communes françaises à l’époque des Capétiens directs, Paris, Librairie Hachette et Cie, 1890, Neuauflage Genf: Slatkine 1977.
- Louis VI le Gros, annales de sa vie et de son règne (1081–1137), avec une introduction historique, Paris: Alphonse Picard  1890, Neuauflage  Genf: Mégariotis, 1979
- Manuel des institutions françaises : période des Capétiens directs, 1892, Neuauflage Genf: Mégariotis, 1979
- L’Université de Paris sous Philippe-Auguste, Paris, A. Chevalier-Marescq et Cie éditeurs, 1899
- Étude sur quelques manuscrits de Rome et de Paris, 1899, darin:
  - Les Œuvres de Suger. La Chronique de Morigni. Le Fragment de l’histoire d’Anjou, attribuée à Foulque le Réchin. Les Annales de Jumièges. Un cartulaire de Saint-Vincent de Laon. Un manuscrit de Soissons. Les Miracula sancti Dionysii. Les Recueils épistolaires de l’abbaye de Saint-Victor.
- Les Premiers Capétiens : 987–1137, Hachette 1901 (aus Lavisse, Histoire de France illustrée depuis les origines jusqu’à la Révolution, Neuauflage Tallandier 1980)
- Innocent III, 6 Bände, Paris: Librairie Hachette et Cie, 1904 bis 1908
  - Band 1 Rome et l’Italie 1904, Band 2 La Croisade des Albigeois 1905, Band 3 La papauté et l’empire, 1906, Band 4 La question d’Orient 1907, Band 5 Les royautés vassales du Saint-Siège, 1908, Band 6: Le concile de Latran et la réforme de l’Église : avec une bibliographie et une table générale des six volumes 1908
- La Société française au temps de Philippe-Auguste, Paris, Librairie Hachette et Cie, 1909. Neuauflage Genf: Slatkine, 1974. Englische Übersetzung:  Social France at the time of Philip Augustus, J. Murray 1912
- Philippe Auguste et son temps, J. Tallandier, Paris, 1980. (aus der Histoire de la France au Moyen âge, Hrsg. Ernest Lavisse)